# Gel
Gel — американський хардкор-панк гурт з Нью-Джерсі, створений у 2018 році.
Гурт випустив один повноформатний альбом, два мініальбоми, одне демо та один мініальбом.
У статті NME відзначили, що вони «сформували звук хардкору в 2023 році».

## Історія
Гурт Gel — це сайд-проект павервайоленс гурту Sick Shit, який заснували гітарист Метью Бобко та барабанщик Зак Міллер. Незабаром після цього до них приєднався Самі Кайзер. Коли басист гурту Sick Shit покинув гурт, його роль зайняв Ентоні Вебстер, який незабаром перейшов на гітару. Цей склад гурту Sick Shit у 2018 році започаткував сайд-проект Gel, щоб розвивати більш традиційний хардкор-панк стиль.
Гурт Gel випустив свій дебютний однойменний мініальбом у 2019 році.
Того ж року гурт випустив касету, HC For The Freaks.
У 2021 році гурт випустив свій другий мініальбом, Violent Closure.
У 2021 році гурт Gel також випустив окремий сингл, «Mental Static».
У 2022 році гурт Gel випустив спліт, Shock Therapy, розділений з гуртом Cold Brats.
Дебютний альбом гурту, Only Constant, був випущений 31 березня 2023 року.  Альбом отримав позитивні відгуки.

## Музичний стиль
Гурт Gel грає у стилі традиційного швидкого хардкор-панку. У їхній музиці іноді використовуються елементи пост-панку та d-beat. На відміну від стилю, який домінував у хардкорі протягом 2010-х і 2020-х років, музика гурту Gel значною мірою спирається на коріння жанру панк-рок.
Журнал Revolver назвав їхній «швидкий, галасливий і безкомпромісно енергійний» стиль «заповненням вакантного місця в широкому хардкорному ландшафті, яке було не зайняте з перших днів [гурту] Trash Talk».

## Учасники гурту
Поточні
- Самі Кайзер (Sami Kaiser) — вокал (2018—теперішній час)
- Ентоні Вебстер (Anthony Webster) — гітара (2018–теперішній час)
- Бобко (Bobko) — бас (2018–теперішній час)
- Медісон Нейв (Madison Nave) — гітара (з 2021 року)
- Алекс Солтер (Alex Salter) — ударні (2023-теперішній час)

Колишні
- Зак Міллер (Zach Miller) — ударні (2018-2023)

## Дискографія
Альбоми
- Only Constant (2023)

Мініальбоми
- Gel (2018)
- Violent Closure (2021)

Спліт
- Shock Therapy (with Cold Brats; 2022)

Демо
- Demo 2018 (2018)